# Willeroncourt
Willeroncourt é uma comuna francesa na região administrativa de Grande Leste, no departamento de Meuse. Estende-se por uma área de 7,89 km². Em 2010 a comuna tinha 110 habitantes (densidade: 13,9 hab./km²).